# 哲学的ゾンビ
哲学的ゾンビ（てつがくてきゾンビ、英語: Philosophical zombie、略: p-zombie）とは、心の哲学で使われる言葉である。物理的化学的電気的反応としては、普通の人間と全く同じであるが、我々の意識にのぼってくる感覚意識やそれにともなう経験（クオリア）を全く持っていない存在と定義されている。
デイヴィッド・チャーマーズが1990年代にクオリアの説明に用いた思考実験であり心の哲学者たちの間で有名になった。
ホラー映画に出てくるゾンビと区別するために、現象ゾンビ（Phenomenal Zombie）とも呼ばれる。おもに性質二元論（または中立一元論）の立場から物理主義（または唯物論）の立場を攻撃する際に用いられる。ゾンビの概念を用いて物理主義を批判するこの論証のことをゾンビ論法（Zombie Argument）、または想像可能性論法（Conceivability Argument）と呼ぶ。

## 概要
哲学的ゾンビの概念を紹介するにあたり、まず次のことを明らかにしておく。
- 罪悪感の希薄な人や、冷たい人などの人間の性格を表す言葉ではない。
- 精神疾患を意味する精神医学関連の用語ではない。

議論の混乱を防ぐために、次のような2つの区分がある。
行動的ゾンビ（Behavioral Zombie）
外面の行動だけ見ていては、普通の人間と区別できないゾンビ。解剖すれば人間との違いが分かる可能性がある、という含みを持つ。例として、SF映画に出てくる精巧なアンドロイドは、「機械は内面的な経験など持っていない」という前提で考えれば、行動的ゾンビに当たる。
哲学的ゾンビ（Neurological Zombie）
脳の神経細胞の状態まで含む、すべての観測可能な物理的状態に関して、普通の人間と区別する事が出来ないゾンビ。
哲学的ゾンビという言葉は、心の哲学の分野における純粋な理論的なアイデアであって、単なる議論の道具であり、「外面的には普通の人間と全く同じように振る舞うが、その際に内面的な経験（意識やクオリア）を持たない人間」という形で定義された仮想の存在である。哲学的ゾンビが実際にいる、と信じている人は哲学者の中にもほとんどおらず「哲学的ゾンビは存在可能なのか」「なぜ我々は哲学的ゾンビではないのか」などが心の哲学の他の諸問題と絡めて議論される。
仮に“哲学的ゾンビが存在する”として、哲学的ゾンビとどれだけ長年付き添っても、普通の人間と区別することは誰にも出来ない。それは、普通の人間と全く同じように、笑いもするし、怒りもするし、熱心に哲学の議論をしさえする。物理的化学的電気的反応としては、普通の人間とまったく同じであり区別できない。もし区別できたならば、それは哲学的ゾンビではなく行動的ゾンビである。
しかし普通の人間と哲学的ゾンビの唯一の違いは、哲学的ゾンビにはその際に「楽しさ」の意識も、「怒り」の意識も、議論の厄介さに対する「苛々する」という意識も持つことがなく、“我々の意識にのぼってくる感覚意識やそれにともなう経験（クオリア）”というものが全くない、という点である。哲学的ゾンビにとっては、それらは物理的化学的電気的反応の集合体でしかない。

## ゾンビ論法
ゾンビ論法（zombie argument）または想像可能性論法（Conceivability Argument）とは物理主義を批判する以下の形式の論証を指す。
1. 我々の世界には意識体験がある。
2. 物理的には我々の世界と同一でありながら、我々の世界の意識に関する肯定的な事実が成り立たない、論理的に可能な世界が存在する。
3. したがって意識に関する事実は、物理的事実とはまた別の、われわれの世界に関する更なる事実である。
4. ゆえに唯物論は偽である。

各段階について説明すると
1.我々の世界には意識体験がある。
「意識」「クオリア」「経験」「感覚」など様々な名前で呼ばれるものが、「ある」という主張である。ここは基本的に素朴な主張である。
2.物理的には我々の世界と同一でありながら、我々の世界の意識に関する肯定的な事実が成り立たない、論理的に可能な世界が存在する。
現在の物理学では、意識・クオリア・経験・感覚を全く欠いた世界が想像可能であることを主張する。この哲学的ゾンビだけがいる世界を、ゾンビワールドと言う。
3.したがって意識に関する事実は、物理的事実とはまた別の、われわれの世界に関する更なる事実である。
ゾンビワールドに欠けているが、私達の現実世界には、意識・クオリア・経験・感覚が備わっているという事実がある。それは、現在の物理法則には含まれていない。
4.ゆえに唯物論は偽である。
以上の点から現在の物理法則・物理量ですべての説明ができるという考えは間違っている。

## 歴史
ゾンビ論法と類似したタイプの議論、つまり「意識体験」と「物質の形や動き」との間に合理的なつながりが見出せない、というタイプの議論は、歴史上様々な形で論じられている。歴史を下るにつれて議論は洗練されていくが、以下主な例をいくつか列挙する。

### ライプニッツによる風車小屋の思考実験

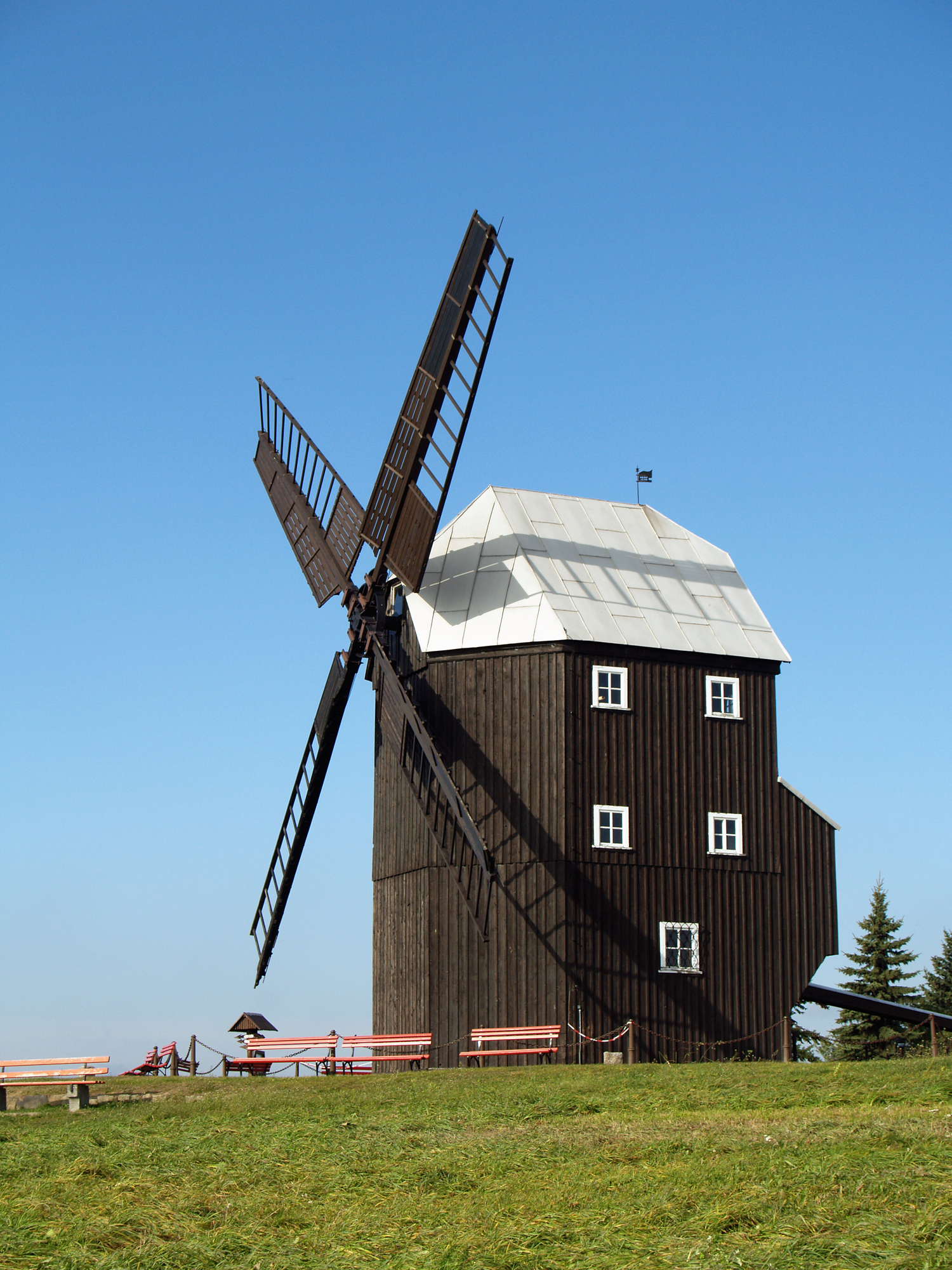
思考できる機械（現代的に言えば人工知能）があるとして、その機械を風車ほどまで大きくしたとする。このとき、そのなかに入って周りを見渡したら、いったい何が見えるだろうか。ライプニッツはそこを考えた。

17世紀のドイツの哲学者ライプニッツが著書『モナドロジー』の中で、風車小屋(windmill)を引き合いに出して行った次のような論証がある。
ここで使われている言葉は少々時代がかっているが、表象という言葉が、おおよそ現代でいう所の意識という言葉と対応する。この風車の議論から、ライプニッツは、モナド（ライプニッツが存在すると仮定した、それ以上分割することができない、この世界の最小構成要素）の内的な性質、として表象を位置づけていく。

### ラッセルによる世界の因果骨格の議論
20世紀前半、哲学者バートランド・ラッセルが『物質の分析（Analysis of Matter）』(1927年)を中心に様々な著作の中で展開した議論の中にも、同種の議論が見られる。ラッセルは物理学はどのようなものか、ということの分析を行う中で、物理学は対象と対象の間にどのような関係があるかを扱うが、そうした関係をもつ当の対象の内在的性質が扱えない、とし、物理学が行う世界の記述を外形的なもの、「世界の因果骨格（Causal Skelton of the World）」を扱ったものだとした。

### クリプキの様相論法
1970年代、哲学者ソール・クリプキが様相（modality）の概念を用いて行った様相論法（modal argument）と呼ばれる論証がある。この議論は直感的というよりかなり技巧的なものだが、可能世界論の枠組みの中で、固定指示詞（rigid designator）間の同一性言明は必然的なものでなければならない、という前提にたった上で、神経現象と痛みに代表されるような私たちの持つ心的な感覚との間の同一性言明（いわゆる同一説）を批判した。この論証はクリプキの講義録『名指しと必然性』で詳細に論じられている。クリプキは、同書の最終章で論証の結果を以下のような寓話的なストーリで表現している。
神様が世界を作ったとする。神様は、この世界にどういう種類の粒子が存在し、かつそれらが互いにどう相互作用するか、そうした事をすべて定め終わったとする。さて、これで神様の仕事は終わりだろうか？いや、そうではない。神様にはまだやるべき仕事が残されている。神様はある状態にある感覚が伴うよう定める仕事をしなければならない。

### その他
ほか逆転スペクトル、メアリーの部屋、中国語の部屋などの思考実験が似た問題を扱っている。

## 批判

### アポステリオリな必然性
物理主義の立場から寄せられるゾンビ論法への批判は、現時点の私たちにゾンビは一見論理的に可能（logically possible）に思えることは認めつつ－これはしばしばゾンビ直感（Zombic Hunch）と呼ばれる－、そうした直感は主に現在の私たちの神経系への無知に起因する、という形で行われる。つまり神経系への理解がまだ中途半端な段階にあるから現象体験を完全に欠いた人間の機能的同型物などというものを想像できるのであり、もし神経科学の知識が深まっていけば、そうした存在は論理的に不可能であると理解できるだろう、と。これはアポステリオリな必然性からの議論と呼ばれる。こうした主張の説明としてよく使用されるのは次の例である。
昔の人は、明け方の東の空に見える特定の明るい星を「明けの明星」と呼んでいた。そして夕方の西の空に見える特定の明るい星を「宵の明星」と呼んでいた。昔の人はこの二つの星を別々の星だと考えていた。こうした知識段階にある人であれば、ある日「明けの明星」が爆発して消滅し、「宵の明星」はそのまま残る、といった状況を想像することも可能だったはずである。しかし時代が進み科学的知識が深まるにつれ、「明けの明星」と「宵の明星」は実は同じ星「金星」だったと分かった。つまり明け方に観測される金星を「明けの明星」と呼び、夕方に観測される金星を「宵の明星」と呼んでいただけだったと分かった。こうなると、「明けの明星」が爆発して消滅し、「宵の明星」はそのまま残る、といった状況を想像することは不可能となる。

### 現象判断のパラドックス
もう一つの主要な批判点として、ゾンビが想定可能（意識体験は物理的な事実に論理的に付随（logical supervenience）しない）という前提を取った時に現れる判断に関する因果の問題がある。意識体験を物理的現象と別のものとし、かつ、物理的世界が物理法則によって因果的に閉じている（物理領域の因果的閉包性）とした場合に、物理世界で行われている判断に意識体験そのものが関与してこなくなってしまう因果的排除の問題 (The Causal Exclusion Problem)である。ゾンビ論法の提唱者であるチャーマーズ自身は より対象範囲を絞り込む形でこの問題を現象判断のパラドックスと呼んでいる。次のような問題である。
ゾンビを想定可能としたとき、「双子のゾンビ世界」の想定が可能となる。つまり一種のパラレル・ワールドのようのものとして、「物理的事実に関して私達の世界と全く同じだが、意識体験だけを欠いた私達の世界のコピー」が想定可能である。そこにはチャーマーズのゾンビ双子がいるだろう（チャーマーズと物理的に全く同型だが、意識体験だけを欠いた存在）。チャーマーズのゾンビ双子は、意識体験を全く持っていないにもかかわらず、機能的にはチャーマーズと全く同じように振舞うはずだから、ハードプロブレムについて論文を書き、意識に関する新しい自然法則を探究すべきだと言い、この世界のチャーマーズと全く同じ主張をしていなければならない。しかしゾンビ世界のチャーマーズは、意識体験のないゾンビ世界でいったい何について研究しているのだろうか。意識体験のないゾンビ世界でハードプロブレムを主張するゾンビ双子が想定できるとすると、そのゾンビ双子と全く同じ主張をしているこの世界の本物のチャーマーズの主張にはいったいどういう正当性があるだろうか。

### 実在としての全人類哲学的ゾンビ
スーザン・ブラックモアの考えでは、（一般人が受け入れることは難しいが）意識とは錯覚であり、自我を持つ誰かなどはおらず、「私」が存在するような気がするときはいつも、その「私」は一時的な虚構にすぎず、また脳を構成する物質は物理法則に縛られているので私たちに自由意志はない。もしこの仮定が正しいものであれば、人間は生まれた時からの環境外部の入力とその反応の出力の積み重ねによっていまここに生きている哲学的ゾンビの存在そのものである。

## 関連文献
日本語のオープンアクセス文献
- 青山拓央, 「現象報告のパラドックス」『千葉大学社会文化科学研究科研究プロジェクト報告書』 101巻 p.1-5, 千葉大学大学院社会文化科学研究科, ISSN 1881-7165, NAID 120005908405
- 小草泰, 「二次元可能世界意味論の展開(1) : 初期の二次元意味論」『哲学論叢』 34巻 p.73-83 2007年, 京都大学哲学論叢刊行会, NAID 120001107721
- 佐金武「チャーマーズの「意識しない心」について--思考可能性と意識の不在をめぐる問い」『哲学論叢』第33号、京都大学哲学論叢刊行会、2006年、67-78頁、ISSN 0914143X、NAID 120000896094。
- 柴田正良, 「ゾンビは論理的可能性ですらないか: チャルマーズに対する -pros and cons-」『コネクショニズムの哲学的意義の研究』 2000-2002巻, p.47-66, 南山大学人文学部 / 金沢大学文学部、2003年3月。
- 鈴木貴之「意識のハードプロブレムと思考可能性論法」『哲学』第2004巻第55号、日本哲学会、2004年、193-205,29、doi:10.11439/philosophy1952.2004.193。
  - 「訂正とお詫び［Correction］ Philosophy (Tetsugaku) Vol.2005 No.56 (2005) pp.181-181」『哲学』第2005巻第56号、2005年、181-181頁、doi:10.11439/philosophy1952.2005.56_181。
- 鈴木登, 「クリプキの同一説批判」『哲学』 1984巻 34号 1984年 p.173-183, 日本科学哲学会, doi:10.11439/philosophy1952.1984.173
- 林明弘, 「<短報>心脳同一説に対する様相の観点からのクリプキの批判」 『川崎医療福祉学会誌』 6巻 1号, p.199-202, 1996-06, NAID 110000479155
- 水本正晴, 「ゾンビの可能性」『科学哲学』 39巻 1号 2006年 p.63-77, 日本科学哲学会, doi:10.4216/jpssj.39.63。